# Alexandru Robot
Alexandru Robot (pronunție în română [alekˈsandru ˈrobot]; născut Alter Rotmann, cunoscut, de asemenea, sub numele de Al. Robot; în alfabetul chirilic moldovenesc: Александру Робот; 15 ianuarie 1916 – ca. 1941) a fost un poet român, moldovean și sovietic, care a fost cunoscut, de asemenea, ca romancier și jurnalist. Remarcat mai întâi ca membru al cluburilor literare românești și apropiat de curentele literare moderniste și avangardiste, el a dezvoltat un stil poetic bazat pe împrumuturi din literatura simbolistă și expresionistă. Considerat, de asemenea, un „ermetist” din cauza lipsei de claritate lexicală a unora dintre poemele sale, precum și pentru asemănarea stilului său cu cel al lui Ion Barbu, Robot a fost remarcat, în special, prin poemele sale pastorale, în care a îmbinat elemente moderniste și teme tradiționaliste.
Adoptat de către cercurile literare din regiunea Basarabia, unde s-a stabilit în 1935, Robot a fost angajat la revista literară Viața Basarabiei. În paralel cu activitățile sale literare avangardiste, el a fost un jurnalist cu convingeri politice comuniste, care a scris reportaje și eseuri pe diverse subiecte sociale, politice și culturale. În momentul anexării Basarabiei de către URSS în 1940, Robot a decis să rămână pe teritoriul sovietic, conformându-se realismului socialist și liniei oficiale a RSS Moldovenești în problemele naționalităților. Această mișcare a stârnit o controversă postumă, dar unii istorici literari au susținut că această conformare ideologică a fost doar formală.
Robot a fost declarat dispărut la două luni după eliberarea Basarabiei de către armatele româno-germane, murind în circumstanțe misterioase. Opera literară avangardistă pe care a scris-o a rămas în mare parte necunoscută până în anii 1960, când a fost redescoperită de către o nouă generație de scriitori basarabeni.

## Biografie

### Primii ani
Viitorul poet s-a născut în București, în familia evreilor români Carol Rotman și Toni Israel, ce făceau parte din clasa muncitoare. Tatăl său era, potrivit unor relatări conflictuale, fie un funcționar comercial, fie paznic al unui cimitir al cultului mozaic din București. Alter Rotmann a studiat pentru un timp la Liceul „Spiru Haret”, dar a renunțat la studii pentru a lucra ca reporter la revista culturală Rampa, iar mai târziu articolele lui au apărut în publicațiile periodice Universul, Cuvântul Liber și Viața Literară.
Robot și-a făcut debutul editorial în 1932, la vârsta de 16 ani, cu volumul de poezie lirică Apocalips terestru. În perioada următoare, el a avut parte de cronici literare favorabile semnate de critici renumiți sau de colegi poeți, printre care George Călinescu, Eugen Lovinescu, Perpessicius și Ion Pillat. Într-un studiu publicat în 2006, filologul moldovean Vladimir Prisăcaru (Vlad Pohilă) l-a definit pe autorul debutant ca „un talent precoce și viguros, pitoresc, dispersat și extrem de prolific”.
În aceiași ani Alexandru Robot a contribuit cu articole și poezii în revistele cu apariții de scurtă durată publicate de cercurile avangardiste din România. Alături de autori ca Dan Petrașincu și Pericle Martinescu, el a fost prezentat în bobi, o publicație a tinerilor scriitori. El a colaborat, de asemenea, la revista Discobolul a lui Petrașincu și a mai publicat poezii în revista Cristalul (redactată de un cerc modernist din Găești). Robot a fost, de asemenea, printre tinerii scriitori care au contribuit la revista literară Ulise, lansată la București de criticul Lucian Boz. În iunie 1933 revista Rampa i-a publicat interviul cu filozoful și romancierul modernist român Mircea Eliade, în care acesta din urmă a vorbit despre recenta sa călătorie în India Britanică.

### Mutarea în Basarabia
În 1935 Robot a luat decizia de a-și părăsi zona sa de origine, Vechiul Regat, și s-a mutat la Chișinău, capitala culturală a regiunii Basarabia (care făcea parte la acel moment din România Mare). Această alegere bruscă, observă istoric literar moldovean Iurie Colesnic, era una neobișnuită: „este greu de înțeles ce l-a făcut pe acest tânăr bucureștean, născut într-o familie de meseriași să vină în 1935 la Chișinău, unde mediul literar era foarte modest, unde presiunea asupra basarabenilor în problema limbii române era foarte acută, unde se cerea ca tot ce este politic să nu aibă influențe de stânga, căci se bănuia că Basarabia este bolșevizată”. Identificarea ulterioară cu regiunea a fost una parțială, după cum sugerează folosirea de către criticul moldovean Eugen Lungu a expresiei „semibasarabean” în definirea apartenenței culturale a lui Robot. Cu toate acestea, Vladimir Prisăcaru scrie că „impresionează” modul în care Robot a ales să se identifice cu cultura Chișinăului (menționat ocazional de poet ca „orașul nostru”): „Citind scrierile lui, rămâi cu impresia că Al. Robot și Chișinăul compăreau în acei ani ca două vase comunicante”.
La scurt timp după sosirea sa, tânărul autor a fost angajat de către colegul poet Nicolai Costenco în redacția revistei literare Viața Basarabiei, dar a lucrat în principal ca reporter la ziarul Gazeta Basarabiei. Pe atunci, Robot era un susținător dedicat cauzelor de stânga, care, scrie Colesnic, „niciodată n-a încercat să-și mascheze opiniile politice. Era un simpatizant al mișcării comuniste”. Orientarea sa ideologică către comunism și antifascism a fost reflectată parțial în activitatea lui la Viața Basarabiei, în variatele sale reportaje și în literatura de călătorie. Robot a călătorit mult prin Basarabia și Bugeac, prezentând viața pescarilor lipoveni din Vâlcov și chestiuni de interes public, cum ar fi procesul de la Chișinău al militantului comunist român Petre Constantinescu-Iași. Vladimir Prisăcaru scrie că Robot a avut o „greu explicabilă predilecție” pentru prezentarea localităților din Bugeac (o regiune care face parte acum din Ucraina) și susține că autorul „arăta, dezinteresat, caracterul lor românesc”.
Variatele sale articole acoperă mai multe subiecte, inclusiv: un studiu al operei lui Ștefan Petică (un principal reprezentant al curentului simbolist românesc); un eseu de critică socială intitulat Pajurile mizeriei chișinăuiene și o cronică a romanului Ioana al lui Anton Holban. Robot a publicat un număr mare de schițe critice, concentrându-se pe figurile majore din literatura română și europeană (de la Luigi Pirandello, Serghei Esenin și Charles Baudelaire, la Mateiu Caragiale, Panait Istrati sau Liviu Rebreanu) și a fost la fel de interesat de critică de artă, de teatru și de balet (analizând creații artistice realizate de Constantin Brâncuși, Victor Brauner, Vaslav Nijinski și Anna Pavlova). În mod special, Robot a fost apreciat pentru un interviu cu actrița de origine basarabeană Maria Cebotari.
Un al doilea volum de poezie, Somnul singurătății, a fost publicat în 1936. El a fost elogiat în special de Costenco în Viața Basarabiei — potrivit lui Colesnic, deși Robot era „un concurent foarte subtil” în plan literar al lui Costenco, o astfel de apreciere din partea ultimului demonstra „o solidaritate literară justificată, fiindcă ambii aveau simpatii politice de stânga și le promovau cu consecvență”. În acea vreme, Costenco și-a nuanțat propriul suport pentru o școală neo-tradiționalistă în literatură (pentru care el a căutat inspirație în opera ideologului naționalist român Nicolae Iorga) și s-a simțit atras de tendințele avangardiste. În același an, revista literară oficială din București, Revista Fundațiilor Regale, a găzduit eseul criticului modernist Vladimir Streinu, care a analizat în patru secțiuni individuale creațiile poeților Robot, Haig Acterian, Ștefan Baciu și Cicerone Theodorescu.

### Cariera în epoca sovietică și dispariția
Robot a rămas în regiunea lui adoptivă după cedarea Basarabiei de către România către Uniunea Sovietică în 1940. Acest lucru, sugerează Iurie Colesnic, a fost „o decizie conștientă” și era justificată de convingerea lui Robot că poezia avangardistă era apreciată de către administrația sovietică (făcându-l „cea mai elementară victimă intelectuală a propagandei comuniste”). Colesnic scrie, de asemenea: „bănuiesc că dezamăgirea lui după un an de viață în regimul comunist a fost una profundă și greu de reparat”. Un argument similar este adus de Eugen Lungu, care sugerează că Robot „a mimat (între 1940-1941) adeziunea la fericirea colhoznică” și, ca și alți scriitori din nou-înființata RSS Moldovenească, a fost realizată pentru a se conforma realismului socialist. În particular, notează Lungu, Robot a urmat poziția oficială sovietică cu privire la o „limbă moldovenească” diferită de limba română și reglementată de către institutul pedagogic din Balta.
Scriitorul a fost angajat pe atunci la ziarul comunist oficial Moldova Socialistă, dar colabora încă în mod neobișnuit la Viața Basarabiei, care se mutase la București din cauza ocupației sovietice. În septembrie 1940, când România a intrat sub o guvernare de tip fascist (Statul Național-Legionar), Robot chiar l-a vizitat pe Lovinescu la cenaclul lui din București. Procesul-verbal al ședinței elaborat de Lovinescu, publicat pentru prima dată cu 60 de ani mai târziu, prezintă un conflict între Robot și modernistul transformat într-un fascist Ion Barbu: „I. Barbu, odios, nebun, vrea sânge, vrea răzbunare, asasinarea lui Carol etc, ultragardist. [...] Bietul Robot e primit infernal de Barbu. După-amiază penibilă din cauza lui Barbu.”
Situația politică s-a schimbat la sfârșitul lunii iunie 1941, când armatele române și germane naziste au început atacul brusc asupra Uniunii Sovietice, ocupând Basarabia (vezi România în al Doilea Război Mondial). Robot a fost declarat dispărut și presupus mort în luna august a aceluiași an, ultima locație cunoscută a sa fiind în apropiere de Odesa, RSS Ucraineană. Potrivit unei relatări, el a fost recrutat în Armata Roșie și a murit în război. Cu toate acestea, conform lui Vladimir Prisăcaru, Robot a fost victima unui naufragiu, care a murit alături de alți 3.000 de refugiați basarabeni, atunci când nava lor, care naviga de la Odesa către Crimeea, s-a scufundat în Marea Neagră.
În afară de romanul Music-hall (sau MUZIC-hall), a lăsat în urmă două caiete de poezii, intitulate Îmblânzitorul de cuvinte și Plecările și popasurile poetului. Potrivit surselor, Robot a intenționat, de asemenea, să publice un o selecție a poeziilor sale cu tematică comunistă într-un volum ce urma să fie intitulat A înflorit Moldova.

## Activitatea literară și publicistică

### Modernism și ermetism
Poezia și proza lui Alexandru Robot ilustrează o etapă în dezvoltarea curentului avangardist românesc, marcată de eclectism și cosmopolitism. Analizând această evoluție a culturii literare din Basarabia, cercetătorul Alexandru Burlacu definește generația lui Robot, Costenco și Vladimir Cavarnali ca o grupare de „orientare reformistă”, opusă practic tendințelor neotradiționaliste, ce îngloba tot felul de tendințe moderniste: „simboliste, futuriste, expresioniste, imagistice, parnasianiste, dadaiste, suprarealiste”. Burlacu îl include, de asemenea, în linia unor autori precum Eugen Coșeriu, Sergiu Grossu, Magda Isanos, Bogdan Istru, Alexandru Lungu, Vasile Luțcan, George Meniuc, Teodor Nencev, Sergiu Matei Nica și Octav Sargețiu, dintre care multe au fost prezentate în Costenco revista. În mod similar, cercetătorul moldovean Timotei Roșca îi menționează pe Robot, Costenco, Isanos și Meniuc printre acei poeți basarabeni a căror abordare creativă „se manifestă, de cele mai multe ori, într-un regim meditativ, dar cărora nu le sunt străine gesturile, abaterile, vigorile strategice și chiar cele experimentale de tip modernist”. Mai exact, criticii l-au identificat pe Robot ca simbolist sau ca un „autor pendulînd între simbolism și expresionism”.
Un comentator critic al operei lui Robot, istoricul literar George Călinescu, l-a inclus pe Robot în secțiunea modernistă a literaturii române, plasându-l în aceeași linie cu „dadaiștii, suprarealiștii, ermetiștii” din anii 1930 și remarcând similitudinea operei sale cu cea a poetului avangardist rival Ion Barbu. În opinia sa, Robot a adaptat „ermetismul” lui Barbu într-un amestec care a inclus, de asemenea, aspecte obscene de la poetul postsimbolist Camil Baltazar și împrumuturi din poeziile neotradiționaliste ale lui Ion Pillat sau Ilarie Voronca. Călinescu l-a considerat pe Robot un „bun versificator [...], cu strofe căzând în valuri ca niște mătăsuri grele”, dar a sugerat că amestecul de stiluri era „lipsit de orice ciment intelectual”. În sprijinul acestui verdict, el a citat versurile lui Robot inspirate din literatura Greciei antice:
Aedul bea din coardă și spintecă herubul
Ofranda cântărește într-un călcâi hisop
Tiranul își străpunge pe o coloană trupul
Și urbea din egidă dezleagă pe Esop.
Legătura stilistică cu Barbu este menționată, de asemenea, de criticul moldovean Ion Țurcanu. El apreciază că, fiind, probabil, inspirat de volumul Joc secund al lui Barbu, Alexandru Robot s-a aventurat să-și introducă regiunea adoptivă într-un „nou și foarte capricios fenomen, scrierea ermetică”. În opinia lui Țurcanu, poezia lui Robot alternează astfel de preocupări stilistice cu ecouri dintr-o parte a mediului simbolist românesc: sinteza estetică realizată de celebrul scriitor Tudor Arghezi, al cărui poem „Testament” este considerat de același comentator ca fiind sursa de inspirație a poemului „Prefață” al lui Robot. În timp ce sugerează că partea mai ermetică a poeziei lui Robot poate fi confuză, cu niște versuri având doar „sensul pe care cititorul decide să-l ofere”, Țurcanu comentează că ele pot conține, de asemenea, „ornamente care nu ar face de rușine pe niciun poet”. Cu referire la acest lucru, el citează poezia intitulată „Madrigal”:
Și luna care cată piciorul tău în iarbă,
Un fund amar de cupă întinde ca s-o soarbă,
Efebul care strânge metafore și fluturi.

### Poezii pastorale
Robot a urmat aceste abordări stilistice în poeziile sale pastorale, care constituie un segment special al scrierilor sale: potrivit lui George Călinescu, aceste versuri erau „o mare promisiune”, dar, de asemenea, tot mai „obositoare”. Călinescu menționează legătura dintre alegerea unor astfel de subiecte și iudaismul lui Robot („ereditatea biblică”), exprimată în strofe care aparent fac referire la Țara Israel:
Alăturea de capre Sion încearcă plante
Ciobani închid tăcerea cu mugetul în țarc.
Orbii s-au dus cu bățul și Tine ca să caute
Răspântia sosirii vreunui patriarc.
În plus față de astfel de versuri, Călinescu a considerat că sunt vrednice de laudă acele poezii în care Robot explorează un univers rustic, populat de vânători, dar a respins tendința poetului de a include teme cu „dezvoltări parazitare” a subiectului și cu „sentințe dodonice”. În particular, el găsește „foarte frumoase imagini” în strofa lui Robot despre „oglindirea codrului în apă și a grădinii în ceașcă”:
Când plec la vânătoare cu câinii și cu arcul,
Și beau din apă codrul în care-ai vrea să mori,
Îți întâlnesc statura-n izvoare. Umpli parcul,
Cu șoldurile strânse în jerbe de fiori.
Grădina îți aruncă toți arborii în ceașcă
Și seara-și crește sânul singurătății până,
La semnul frunții tale, poftită în caleașcă
De un nebun cu harfă, care-a întins o mână.
După aprecierea lui Iurie Colesnic, cea mai mare parte a poeziilor lui Alexandru Robot îl arată pe autor ca fiind „un poet atât de rafinat în care metaforele și comparațiile gâlgâiau ca un havuz, iar fantezia părea nestăvilită”. Colesnic ilustrează această evaluare printr-un alt poem pastoral, „Priveliște”, care conține versuri precum cele de mai jos:
Holde mari își freamătă păcatul.
Știu cum râmele au dat seminți.
(Căile creșteau făgăduinți
Și-ntorceau pe după soare satul).

### Proză
Activitatea de prozator a lui Robot a fost inovatoare în mai multe moduri în contextul cultural român și basarabean. Rolul său în „reformarea prozei” românești a fost comentată de istoricul literar Mihai Zamfir, care îl plasează pe Robot alături de un grup de creatori de prim rang în romanul românesc din anii 1930 (Max Blecher, H. Bonciu, Mircea Eliade, Constantin Fântâneru, Camil Petrescu, Anton Holban, Mihail Sebastian și Octav Șuluțiu). Desăvârșirea estetică a poetului în proza lirică a fost subliniată de Eugen Lungu, care l-a numit pe Robot un „acrobat al stilului”.
Music-hall, singurul roman al lui Robot, prezintă viața unui cuplu de balerini, format dintr-o mamă (Tamara) și un fiu (Ygor). Potrivit cronicarului literar român Mircea Mihăieș, narațiunea „tulburătoare” este trecută prin „filtrul psihanalist-expresionist ce l-a marcat, parțial, și pe Mircea Eliade”. Poetul și criticul literar moldovean Igor Ursenco definește subiectul ca un set de „experiențe și complexe adolescentine”, dar susține că, din punctul de vedere al literaturii experimentale a lui Robot, cartea a fost scrisă ca o colecție de „neîndoioase exerciții de maturitate”. Prisăcaru consideră că acest roman este „original și modernist”, fiind populat de „personaje fantomatice”.
O parte semnificativă a operei literare a lui Robot este formată din scurte eseuri, bazate pe observații cu privire la evenimente sau obiceiuri. Colesnic, care consideră că astfel de fragmente sunt „mici bijuterii literare care pot fi incluse în orice manual școlar, în orice carte antologică”, își îndreaptă atenția către o tabletă literară pe care Robot a dedicat-o obiceiului de primăvară al mărțișorului și a intitulat-o „Mărțișoare” (la începutul primăverii oamenii poartă accesoriile omonime care sunt, în general, mici bijuterii). Robot scrie în acea tabletă: „Ne vom decora gâtul, pieptul cu mărțișoare. Sunt singurele decorații care se acordă fără decrete și fără să implice nici un eroism și nici o virtute. [...] E atâta poezie în fragilitatea mărțișoarelor, dar o poezie atât de simplă, încât s-a confundat cu banalul”. Din contra, în „Pajurile mizeriei chișinăuiene”, Robot scria că orașul Chișinău este un loc provincial și sărac, caracterizat printr-o abundență de ciori: „Ciorile desuete și dezagreabile, rupte parcă dintr-un steag de doliu, embleme și simboluri ale nenorocirii, care nu se desparte de destinul Basarabiei, sunt caracteristice pentru un oraș cu două linii de tramvai, dintre care una merge la spital și alta la cimitir”. Reflectând cu privire la „adecvarea la realitate” presupusă de aceste imagini, criticul român Ion Simuț observă că discursul sumbru al lui Robot contrastează puternic cu discursul despre mândria regională și autohtonă al prietenului său Costenco, născut în Basarabia.

## Moștenire
La scurt timp după dispariția lui Alexandru Robot, George Călinescu l-a inclus în lucrarea sa majoră de sinteză a literaturii române (prima ediție a apărut în 1941). Includerea profilului lui Robot, precum și al profilelor altor scriitori evrei, a ignorat intenționat politicile antisemite ale dictatorului român Ion Antonescu, care prevedeau cenzurarea literaturii scrise de autorii evrei (vezi Holocaustul în România). Sinteza de istorie literară a lui Călinescu a fost atacată ulterior de ziarul fascist român Porunca Vremii, care a negat în mod special contribuția lui Robot la cultura română și a cerut pedepsirea lui Călinescu și retragerea cărții de pe piață pentru a păstra „curățenia sufletului românesc”. Scriind în revista Gândirea în 1942, ziaristul fascist N. Roșu a susținut, de asemenea: „tot în această batjocoră a culturii românești sunt așezați la loc de cinste Lascăr Sebastian și Al. Robot, foști șpicheri la Radio-Tiraspol. Și d. G. Călinescu continuă a fi profesor universitar. Dar până când? Vom vedea.”
În RSS Moldovenească, opera literară a lui Robot a fost reevaluată în cursul anilor 1960 și, într-un mod asemănător cu cele ale altor autori care au murit în timpul războiului, a fost republicată de către editurile de stat. Aceste eforturi au fost realizate în special de criticul și istoricul literar Simion Cibotaru, care a editat o selecție a poeziilor lui Robot. Cu toate acestea, George Meniuc a fost fără îndoială primul intelectual care a recenzat poezia lui Robot pentru publicul sovietic, într-un articol publicat în 1965 în Moldova Socialistă, și a stârnit un șir lung de studii similare realizate de alți autori și cercetători. Până la destrămarea Uniunii Sovietice și proclamarea independenței Republicii Moldova (1991), susține publicistul Mihail Vakulovski, Robot a fost unul dintre scriitorii care au primit aprobarea oficială, fiind considerat caracteristic pentru cultura din RSS Moldovenească. Acest punct de vedere contrastează cu cel al criticului Iulian Ciocan, care deplânge ruperea scriitorilor români din Basarabia de rădăcinile literare ale regiunii, și, în special, nefamiliarizarea lor cu „proza de calitate” a predecesorilor Robot și Constantin Stere.
Potrivit lui Eugen Lungu, ediția lui Cibotaru a avut chiar și un efect subversiv neprevăzut, permițând scriitorilor locali o privire rară asupra formelor neoficiale de cultură literară. Reflectând la acea perioadă, el notează: „Scrierile ermeticului bucureștean au veștezit într-o clipă emblemele realismului socialist. [...] Publicistica lui Robot ne-a obligat să realizăm cît de gîngavi sîntem, dar ne-a dat și niște lecții pe gratis”. Deși menționează că „generația mea l-a citit, l-a adorat și chiar l-a pastișat...” pe Alexandru Robot, același comentator concluzionează că moartea timpurie a lui Robot a dat destinului său creator „o palidă și vagă virtualitate”, făcând irelevante încurajările pe care Robot le-a primit după debut de la criticii români (Călinescu, Eugen Lovinescu). Făcând trimitere la fascinația exercitată asupra tinerilor scriitori din anii 1960, el a afirmat, de asemenea: „Interbelicul trimitea prin el o mostră de ce am fost și de ce am putea fi, reînnodând astfel un fir rupt cu atâta brutalitate”. Printre autorii moldoveni influențați în special de scrierile avangardiste ale lui Robot, și a căror contribuție a rezistat estetic în perioada comunistă, Igor Ursenco îi citează pe Vladimir Beșleagă și Aureliu Busuioc.
Cam prin aceeași vreme, Robot a început să fie readus în atenția publicului în România comunistă. Târziu, în anii 1960, revista literară Viața Românească a publicat în foileton romanul Music-hall. Mircea Mihăieș își amintea că a fost un cititor entuziast al operei literare și că publicul cunoștea puține aspecte din biografia lui Robot. În același context, Robot a devenit subiect unei monografii a lui Dumitru Micu.
În anul 1993, colecția poeziilor lui Robot a fost publicată într-un volum de poezie moldovenească îngrijit de Dumitru M. Ion (el însuși poet), tradus în macedoneană de Carolina Ilica și Dimo Naum Dimcov, și publicat de editura Kultura din Skopje, Republica Macedonia. În același an, articolele lui din presă au fost strânse într-un singur volum, publicat la București de Editura Litera Internațional. Un mic articol despre Robot, unul din cele 39 dedicate autorilor basarabeni, a fost inclus în dicționarul ceh Slovník rumunských spisovatelů („Dicționarul scriitorilor români”), editat în anul 2001 de către romaniștii cehi Libuše Valentová și Jiří Našinec. Mostre din proza lui Robot au fost, de asemenea, incluse în antologia Literatura din Basarabia în secolul XX. Eseuri, critică literară, elaborată în 2004 de Eugen Lungu. Un an mai târziu, poeziile lui au fost incluse într-un alt volum al seriei, publicat de această dată de poetul Nicolae Leahu. Comentând cu privire la această selecție din 2006, Ion Țurcanu a afirmat: „Evident, ca poet, Robot este mai puțin cunoscut decât ar fi meritat”. Poetul Emilian Galaicu-Păun, care face parte din generația scriitorilor postmoderniști care a apărut în jurul anului 1991, s-a inspirat, de asemenea, din stilul lui Robot și a publicat poezii cu împrumuturi intertextuale din opera literară a lui Robot.
Poetului i-a supraviețuit soția sa, care a trăit într-o relativă obscuritate în Uniunea Sovietică și mai târziu în Republica Moldova. În vârstă, ea a fost intervievată de jurnalistul moldovean Gheorghe Budeanu, care a înregistrat amintirile ei despre viața alături de Alexandru Robot, precum și detalii despre aspecte mai puțin cunoscute din biografia lui. Potrivit lui Colesnic: „prin ceea ce a mărturisit ea la sfârșitul vieții, nu numai că a întregit portretul poetului Alexandru Robot, dar a sporit și enigma care mai planează asupra acestui poet”.

## Cărți
- Apocalips terestru (Editura Cronicarul, București, 1932)
- Somnul singurătății (Chișinău, 1936)
- Скриерь алесе (Scrieri alese, Chișinău, 1968)
- Scrieri (Editura Minerva, București, 1985)
- Îmblânzitorul de cuvinte. Versuri și proză (Editura Litera Internațional, București-Chișinău, 2003)